# أريس فاليس

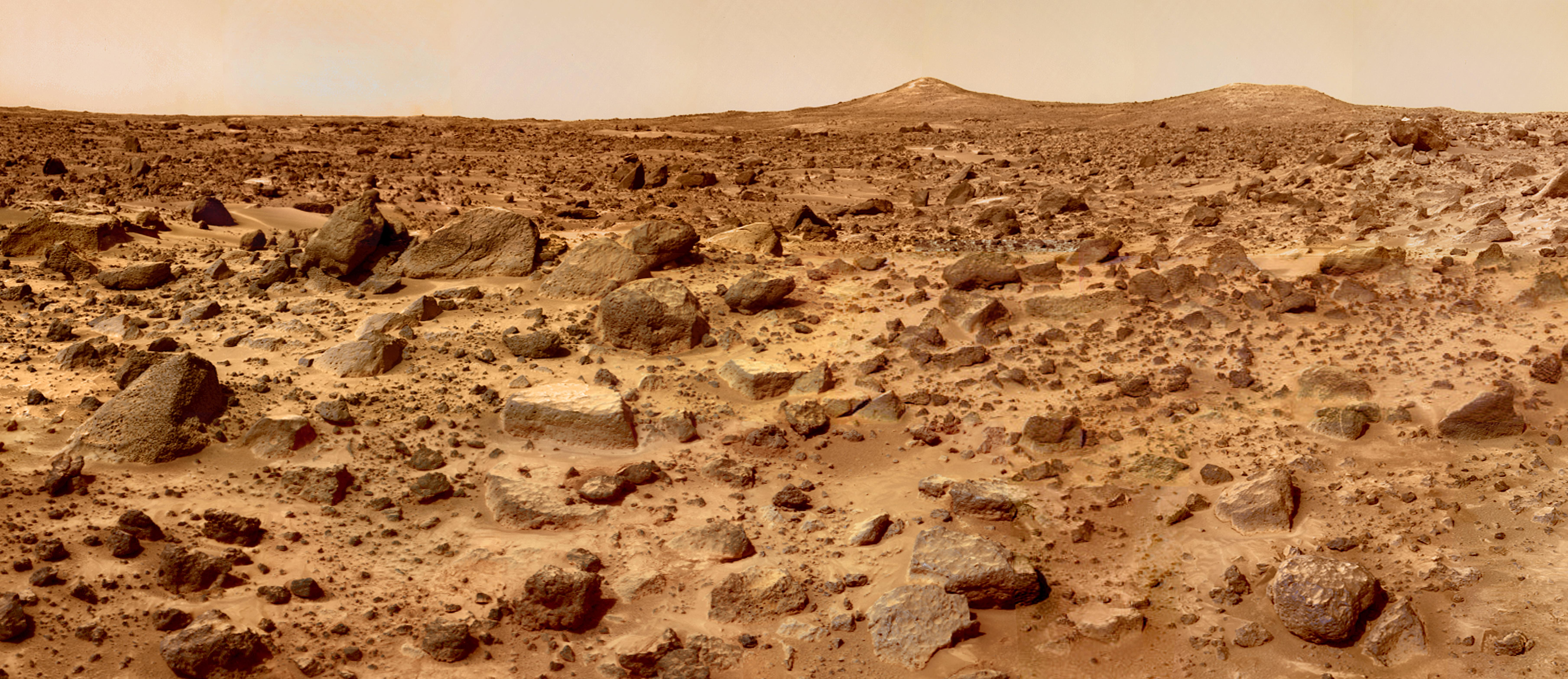
أريس فاليس

أريس فاليس (بالإنجليزية: Ares Vallis) هي تسمية أطلقت على وادي يقع على كوكب المريخ يبدو كما لو أنه قد حفره من خلال حركة سوائل يرجح أن تكون مياه. استوحي اسمه الأول أريس من اللغة اليونانية حيث أن أريس هو اسم المريخ في اليونانية والتي هي رمز لإله الحرب. موقع الوادي كان المكان الي حط عليه مكوك مارس باثفايندر "Mars Pathfinder" الذي أطلقته ناسا عام 1997م.